# Francesco Gaset
Francesco Gaset Fris (ur. 26 kwietnia 1947) – andorski strzelec, dwukrotny olimpijczyk. Brał udział w igrzyskach w roku 1980 (Moskwa) i 1984 (Los Angeles). Nie zdobył żadnych medali.

## Letnie Igrzyska Olimpijskie 1980 w Moskwie
| Konkurencja | Eliminacje | Eliminacje | Finał  | Finał   |
| Konkurencja | Punkty     | Miejsce    | Punkty | Miejsce |
| ----------- | ---------- | ---------- | ------ | ------- |
| Trap        |            |            | 184    | 24.     |

## Letnie Igrzyska Olimpijskie 1984 w Los Angeles
| Konkurencja | Eliminacje | Eliminacje | Finał  | Finał   |
| Konkurencja | Punkty     | Miejsce    | Punkty | Miejsce |
| ----------- | ---------- | ---------- | ------ | ------- |
| Trap        |            |            | 179    | 28.     |